# 성남북초등학교
성남북초등학교는 대한민국 경기도 성남시 수정구에 있는 공립 초등학교이다.

## 학교 연혁
- 1981.04.20 성남북국민학교 설립인가
- 1982.03.09 개교(27학급 편성)
- 1985.01.30 병설유치원 1학급 신설
- 1985.02.14 제1회 졸업식(401명)
- 1996.03.01 성남북초등학교로 개명
- 2005.03.30 학교 숲 조성
- 2006.02.24 급식 덤웨이트 및 장애인 엘리베이터 설치
- 2008.02.01 학교 도서관 증설
- 2013.03.01 제13대 강구용 교장 부임
- 2013.11.10 방송실 현대화
- 2014.03.01 혁신학교 및 성남형 모델학교 지정
- 2015.02.12 제30회 유치원 졸업식(졸업생 10명, 연 984명)
- 2015.02.13 제31회 졸업식(졸업생 90명, 연 7,683명)
- 2015.02.28 별관 화장실 신축
- 2015.03.01 29학급 편성(유치원2, 특수학급2 포함)